# Dynacom
A Dynacom foi uma empresa brasileira de videogames, micro computadores e eletrônicos de consumo na área de telefonia (Dynaphone), iluminação (Dynalux) e produtos de consumo como câmeras digitais, MP3, MP4, MP5 e MP6.

## História

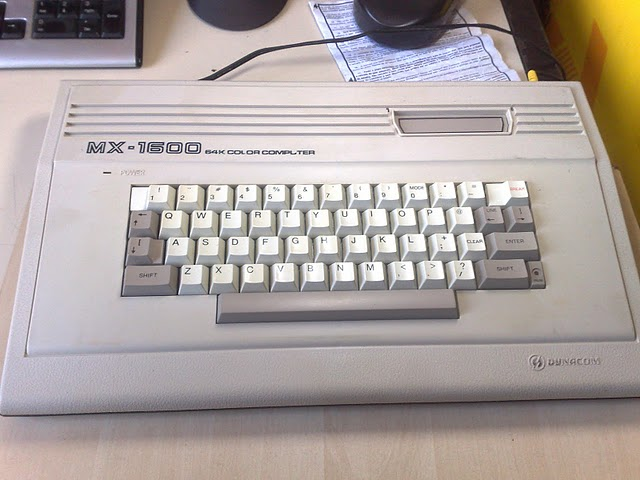
Computador Dynacom MX-1600 de 1985.

A empresa foi criada em 1981 e ficou famosa graças à sua produção de acessórios e videogames, antes mesmo da chamada Lei de Reserva de Mercado. A empresa também comercializava MP3 players, MP6 (com emulador de NES), gamepads, joysticks, entre outros eletrodomésticos.
Em 2010, a empresa fechou as portas depois de um lançamento que parecia promissor: o Cybergame, console emulador multiplataformas.
Em 2011, a empresa anulou o contrato de licenciamento de uso da sua marca pela Ceder Eletrônica e desde então retirou sua página do ar e cessou a produção de seus produtos ao longo do ano.

## Produtos
- Dynavision
- Magic Computer
- MegaVision
- HandyVision